# Hendrick van Vliet

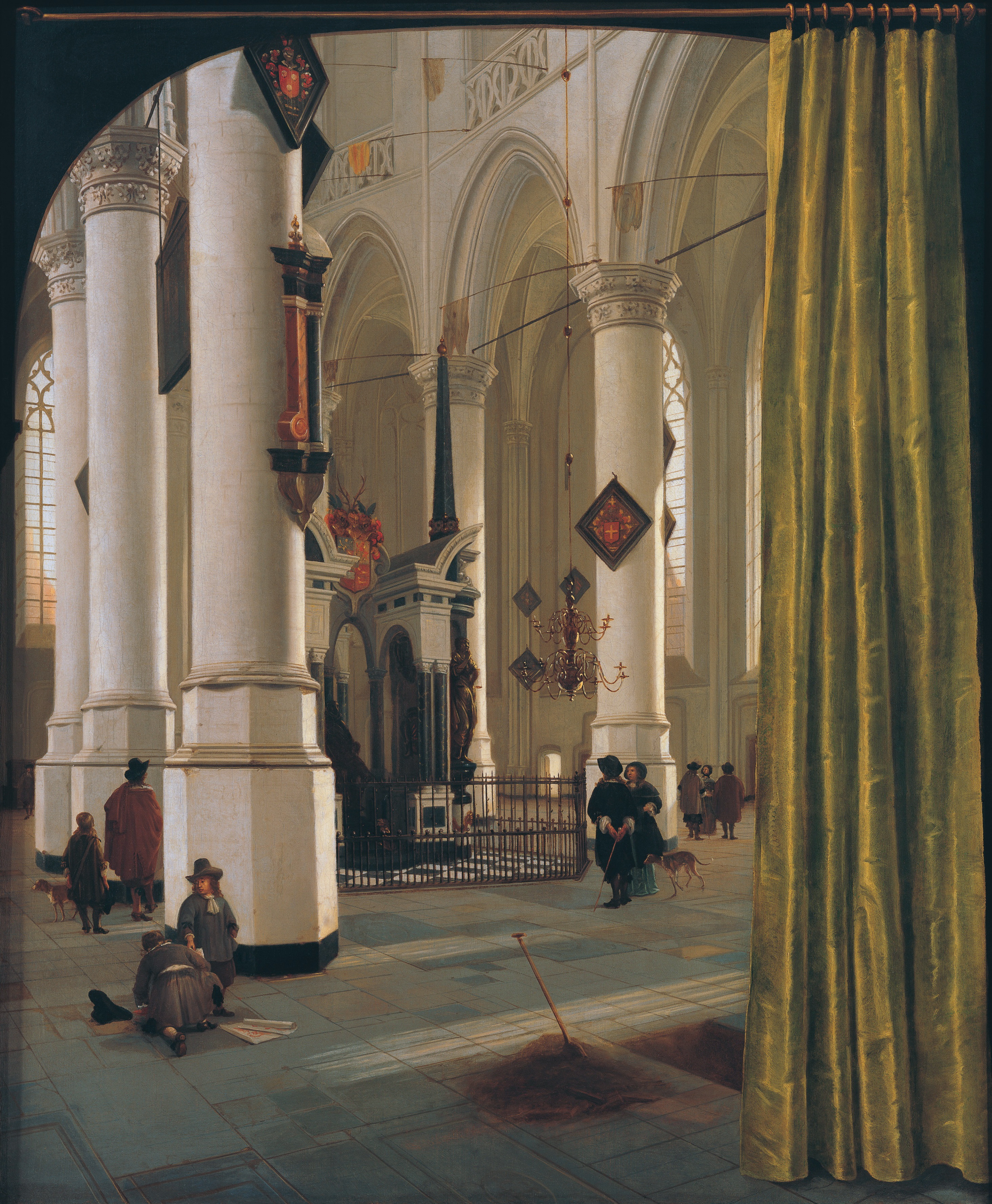
Hendrick van Vliet - La tomba di Guglielmo il Taciturno nella Chiesa Nuova, 1650

Hendrick Corneliszoon van Vliet (Delft, 1611 o 1612 – Delft, 1675) è stato un pittore olandese del secolo d'oro ricordato soprattutto per i suoi dipinti di interni di chiese.

## Biografia
Hendrick seguì gli insegnamenti dello zio, il pittore Willem van der Vliet, e fu ammesso nella Gilda di Delft nel 1632. 
Specializzatosi nella prospettiva, più tardi si dedicò anche alla ritrattistica sotto la guida di Michiel van Mierevelt.
Sulla scia del suo precursore Pieter Saenredam, che aveva introdotto tecniche innovative per la realizzazione della prospettiva, Van Vliet iniziò la sua carriera con la pittura architettonica che era estremamente popolare verso la metà del XVII secolo,
Le opere, notevoli per la qualità del colore e del chiaroscuro, debbono molto anche alla maniera di Emanuel de Witte.
Tra le chiese dipinte da Van Vliet si ricordano la Chiesa di San Pietro di Leida, la Chiesa Nuova e la Chiesa Vecchia di Delft, dove l'artista fu sepolto il 28 ottobre 1675.

## Opere principali

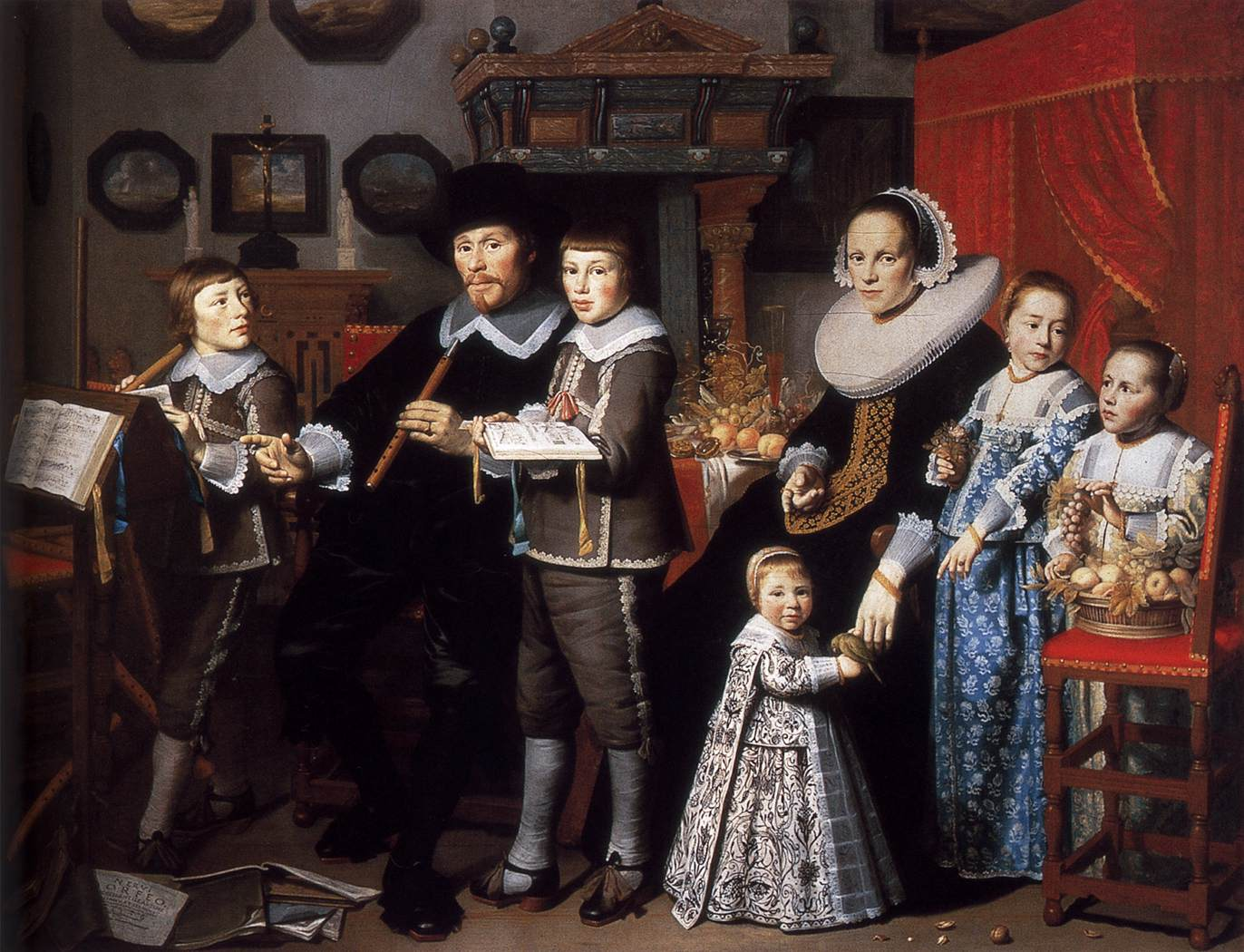
Michiel van der Dussen, sua moglie Wilhelmina van Setten e i loro figli, 1640, Gemeente Musea Delft

Opere di Van Vliet sono conservate in vari musei dei mondo, tra cui il Rijksmuseum di Amsterdam, il Centraal Museum di Utrecht, il Metropolitan Museum of Art di New York, la Walker Art Gallery di Liverpool, il Milwaukee Art Museum, il Ringling Art Museum di Sarasota (Florida), il Nelson-Atkins Art Museum di Kansas City (Missouri) e il Museo Puškin delle belle arti di Mosca, Russia.